# Kit Carson (Rino Albertarelli)
Kit Carson è un personaggio dei fumetti western ideato nel 1937 da Rino Albertarelli e ritenuto un precursore del genere. Insieme ad altre opere del suo autore rappresenta l’origine del fumetto italiano moderno che si avvale di codici grafici e narrativi americani ancora oggi in uso adattandoli al contesto italiano. Il personaggio, sia graficamente che per come vengono sviluppate le sue storie oltre che per il linguaggio impiegato e per i contenuti, è alla base del fumetto italiano naturalistico delle generazioni successive. Il suo nome si ispira ad una celebre figura storica del West, il trapper Kit Carson (1809-1868).

## Storia editoriale
Il personaggio debutta su Topolino n. 238 del 15 luglio 1937 della Mondadori con l’episodio Kit Carson cavaliere del West; la saga continua a esservi pubblicata fino al n. 302 del 6 ottobre 1938 con la seconda parte dell’episodio I pionieri del nuovo mondo. La saga del personaggio venne ripresa da Walter Molino e Federico Pedrocchi nel 1939 sul settimanale Paperino; nello stesso anno viene pubblicato per la prima volta in un albo dedicato nella collana Albi di Avventure della API, Anonima Periodici Italiana (Mondadori). Successivamente le storie del personaggio sono state più volte ristampate: una pregevole edizione è la ristampa del 1977 a opera delle Edizioni Grandi Avventure che pubblicò in una serie di 14 albi tutti gli episodi. L'editoriale Dardo negli anni cinquanta e sessanta pubblicò sulle testate Super West e Avventura Gigante le serie realizzate dalla Fleetway nel Regno Unito dedicate al personaggio per opera di autori come Alberto Salinas, Gino D'Antonio, Sergio Tarquinio e Alberto Breccia e successivamente raccolti in volume dalla casa editrice Vallecchi nel 1978.
Le storie inedite sono comparse sui settimanali della API negli anni trenta:
- Topolino[8] dal nº 238 al nº 302;[4]
- Paperino[9] dal nº80 al nº 138[4]

Le ristampe delle storie sono comparse in varie collane:
- Albi di Avventure dal nº 8 al nº 14 (API 1939)[10];
- Collana dei Cento (Il Rostro, 1943)[11];
- Kit Carson (Il Carro, 1945)[11];
- Albi d'oro (Mondadori, 1947);
- L'Avventuroso (Boss Periodici, 1974);
- Linus West (Milano Libri, 1969);
- Le Grandi Firme del Fumetto Italiano;
- Comic Art (nº 120 e 121, Comic Art, 1994).

## Biografia del personaggio
Come sommariamente presentato nel numero del settimanale Topolino precedente al suo esordio, Kit Carson era «la più famosa guida del West, l’eroe che nel 1856 guidò gli americani fino alla California attraverso le Montagne Rocciose [...] La sua vita è tutta una serie di vicende emozionanti, di scoperte, di battaglie». Amico dei nativi americani, anche se gli capita di doverli combattere, viene da essi chiamato «il più grande viso pallido del mondo»". Tutta la saga di Kit Carson e del suo amico Zio Pam, è ricca di inseguimenti, combattimenti, complotti, come in qualsiasi altra storia del West ma il personaggio si differenzia da tutti gli altri eroi per la sua caratterizzato grafica: grandi baffi spioventi, i capelli bianchi e la schiena leggermente incurvata.

## Influenza culturale
Nel 1948 Giovanni Luigi Bonelli insieme al disegnatore Aurelio Galleppini riprese il personaggio come comprimario della serie western di Tex Willer con le stesse caratteristiche di quello originale. Altre interpretazioni del personaggio, realizzate da altri autori, sono apparse su testate come Ken Parker (nº 15, Edizioni Cepim, 1978) e la Collana Rodeo (nº 43 e nº 50, Edizioni Cepim, 1970). Il western di Albertarelli si spoglia dei luoghi comuni del genere presenti nell'immaginario collettivo realizzando con Kit Carson un antieroe di mezza età all'interno di un far west in via di smitizzazione anticipando tematiche che caratterizzeranno opere molto successive come L'uomo che uccise Liberty Valance di John Ford.